# 오다 노부나리 (피겨스케이팅 선수)
오다 노부나리(일본어: 織田信成, 1987년 3월 25일~)는 일본의 남자 피겨 스케이팅 선수이다.
1987년 오사카부 다카쓰키시에서 태어났다. 2005년 세계 주니어 선수권 대회 남자 싱글에서 우승했으며, 성인 무대에서 2006년 4대륙 선수권에서 우승했으며, 세계 선수권에서 4위에 올랐다. 2009년 일본 선수권에서 우승했다. 2009년 하반기, 그랑프리 시리즈인 컵 오브 차이나와 에릭 봉파르 트로피에서 우승하여, 그랑프리 파이널에 참가, 2위에 올랐다. 2010년 동계 올림픽에 참가하여 7위를 기록하였다.